# Йосиф Киров
Йосиф Киров Танаров, известен като Йосето или Йосиф Героят, е български революционер, деец на Вътрешната македонска революционна организация.

## Биография
Йосиф Киров е роден на 12 август 1901 година в кукушкото село Врагитурци (днес Сотируда, Гърция) в българско семейство с революционни традиции – баща му и чичо му са близки съратници на Гоце Делчев. Оженва се за Мария Димитрова Нурджиева, братовчедка на Гоце Делчев; имат две деца – Кирил и Милка Йосифови.
След като по-голямата част от Македония отново остава под чужда окупация след края на Първата световна война Йосиф Киров минава в нелегалност в 1922 година и става войвода на чета в Струмишко. Води чета от 18 четници.
На 17 (или 13) юни 1929 година четата на Йосиф Киров е открита от сръбска жандармерия при Висока чука над Дойранското езеро. Деветимата обсадени четници оказват няколкочасова съпротива, след което пробиват блокадата. Загиват Йосиф Киров заедно с двама четници. Сръбската жандармерия дава 13 убити, начело с началника капитан Желкович.